# مانسوة ستاندلية
مانسوة ستاندلية (الاسم العلمي:Mansoa standleyi) هي نوع من النباتات تتبع جنس المانسوة من الفصيلة البنيونية.